# 1964: O Brasil entre Armas e Livros
1964: O Brasil entre Armas e Livros é um documentário brasileiro de 2019, dirigido e produzido pela Brasil Paralelo. O filme analisa a ditadura militar brasileira, estabelecida após o golpe de 1964, sob uma perspectiva revisionista. Idealizado inicialmente por Henrique Zingano e baseado em documentos da StB, teve sua pré-estreia no Cinemark em 31 de março de 2019, mas a rede de cinemas diria mais tarde que isso foi um erro. Em geral, 1964 recebeu críticas negativas, e historiadores fizeram uma análise extensiva do filme enumerando seus pontos falsos. Diversas fontes classificaram-no como um filme de propaganda da ditadura que contraria o consenso historiográfico sobre o tema. Algumas críticas mais positivas disseram que, apesar de não ser pró-ditadura, o filme não é imparcial.

## Sinopse
Segundo a Brasil Paralelo, o filme apresenta uma perspectiva diferente sobre a ditadura militar brasileira, que ocorreu entre 1964 e 1985, com a alegada promessa de "revelar uma verdade, até então, escondida". Notavelmente, o filme defende a existência de uma ameaça comunista no Brasil. Nele, aparecem sociólogos, historiadores e jornalistas. Estão presentes Olavo de Carvalho, William Waack, Luiz Felipe Pondé e outros.
O subtítulo O Brasil Entre Armas e Livros remete à ideia de que a ditadura militar teria vencido a disputa no território das armas, mas teria perdido a guerra cultural, avançando com a teoria do marxismo cultural.

## Produção

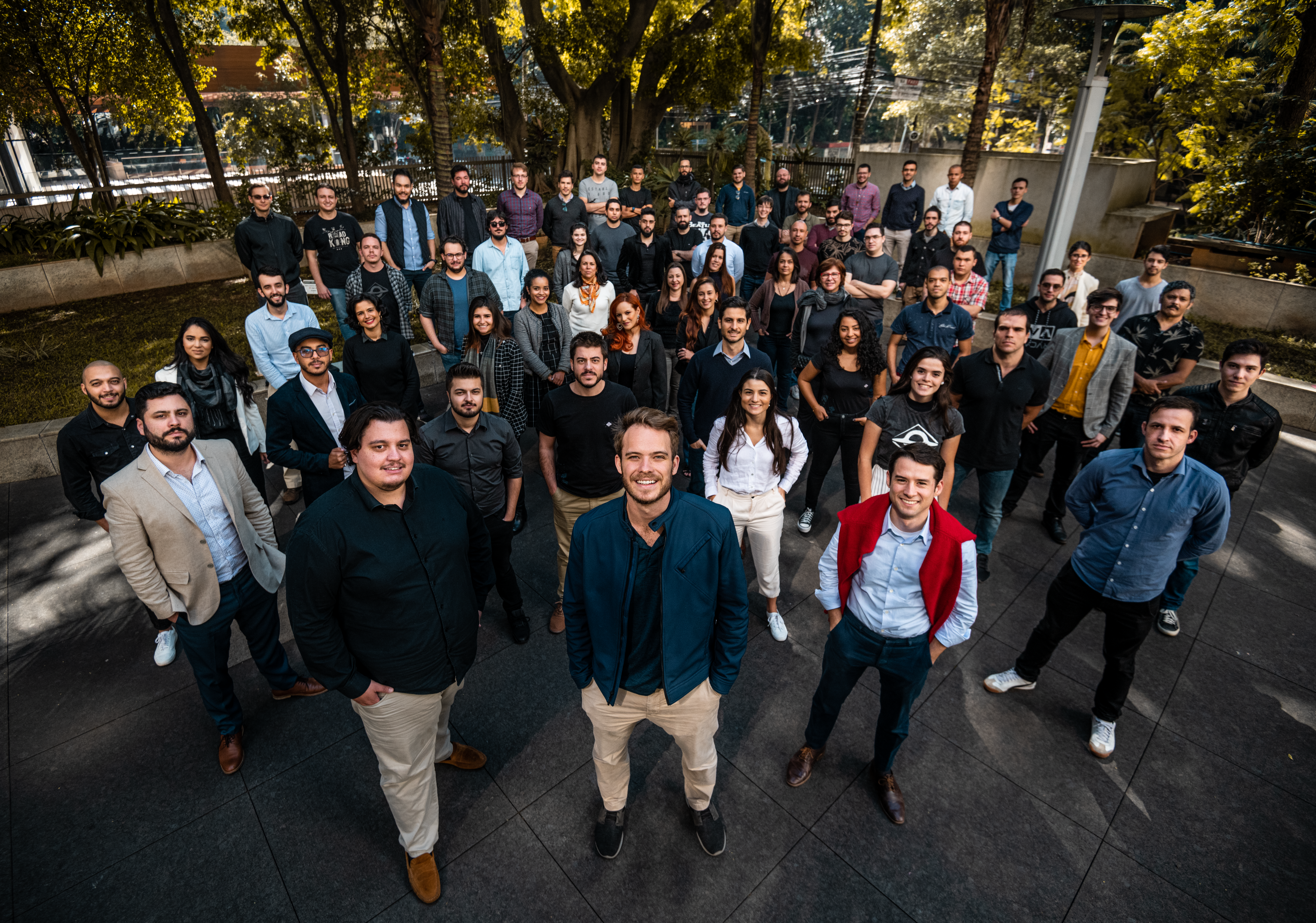
Equipe de profissionais da Brasil Paralelo. À frente, da esquerda para a direita, os sócios fundadores: Lucas Ferrugem (camisa preta), Filipe Valerim (casaco azul) e Henrique Viana (suéter vermelho).

1964 foi produzido e idealizado por Filipe Valerim, Lucas Ferrugem e Henrique Viana, fundadores da Brasil Paralelo, uma empresa e produtora de Porto Alegre, Brasil. O filme é uma produção independente, que teve apoio de conservadores e do presidente Jair Bolsonaro. Por volta de 2018, Henrique Zingano, que também trabalha na empresa, deu a ideia de produzir um filme sobre a ditadura militar brasileira, como parte de uma série de filmes sobre a história do Brasil que estavam sendo produzidos pela mesma. Segundo Filipe, até aquele momento eles não comentariam sobre o tema pois, além de polêmico, aquele era um período de "muita polarização", com "contaminação de narrativas", sendo, portanto, um tema "espinhoso". Assim, rejeitaram a proposta, mas Zingano disse que trabalharia no projeto, em paralelo. Quando ele mostrou o projeto aos produtores, eles aceitaram a ideia e produziram o filme. A mudança de ideia foi, em parte, devido à confiança que tinham na série. O filme tem como base uma coletânea de documentos retirados do serviço de inteligência da extinta Tchecoslováquia, a StB. A pesquisa foi feita por Mauro Kraenski, com auxílio do tradutor Vladimír Petrilák, autores do livro 1964: O Elo Perdido.

## Lançamento
1964 foi anunciado pela Brasil Paralelo em fevereiro de 2019 e teve sua pré-estreia em 31 de março, no aniversário de 55 anos do golpe de 1964, na rede de cinemas Cinemark. Foi exibido em Belo Horizonte, Curitiba, São Paulo, Recife e Brasília. No entanto, pouco após a exibição, a rede informou que o filme foi exibido por "um erro de procedimento em função do desconhecimento prévio do tema", e que ficou sabendo que as salas haviam sido alugadas para sua exibição apenas um dia antes; tarde demais para cancelar o evento. Em nota, eles afirmaram que a empresa "não se envolve com questões político-partidárias". Nas redes sociais, houve uma intensa discussão entre usuários que, por um lado, criticavam a exibição do filme pela Cinemark e aqueles que, ao contrário, criticavam o cancelamento, alegadamente por motivos técnicos, de uma sessão no Rio de Janeiro, como Eduardo Bolsonaro.
1964 estreou no YouTube em 2 de abril e acumulou 5,6 milhões de visualizações em vinte dias. Em 8 de abril, houve uma sessão na Assembleia Legislativa de São Paulo. Eduardo Bolsonaro divulgou um local de exibição gratuita do filme, que ocorreu em 7 de novembro no Distrito Federal. Sem necessidade de alvará, houve manifestantes que tentaram proibir a transmissão. O fotógrafo Sebastião Salgado declarou que uma de suas fotos foi utilizada sem sua autorização no filme. Um advogado da Brasil Paralelo respondeu: "[A empresa] tem enorme respeito com a questão relacionada aos direitos autorais – até porque também sofre muito com isso".

## Recepção
| Críticas profissionais | Críticas profissionais |
| Avaliações da crítica  | Avaliações da crítica  |
| Fonte                  | Avaliação              |
| ---------------------- | ---------------------- |
| Cinema com Rapadura    | 8/10                   |
| Cineplayers            | 1/10                   |

1964 foi criticado por diversas fontes devido à sua versão da ditadura militar, com quase todas afirmando que o mesmo é pró-ditadura, embora isso seja negado pela produtora. Em sua crítica ao Cineplayers, Ted Rafael Araujo Nogueira deu uma nota de 1/10 e começou sua análise descrevendo o filme como um "[d]ocumentário revisionista que busca impor uma narrativa histórica própria que deslegitime a vasta bibliografia sobre o tema, considerada como marxismo cultural por esta turma da nova direita. A galera do Brasil Paralelo". Eduardo Escorel escreveu uma crítica similar à Piauí, dizendo que 1964 "desconsidera cinco décadas de historiografia, brasileira e estrangeira, por julgá-la parcial e omissa", e alegou que é "uma peça de propaganda política com pretensões didáticas". Leonardo Rodrigues disse ao UOL que o filme ameniza a ditadura e listou cinco pontos falsos do filme: "Havia ameaça comunista em 1964", "Militares não queriam assumir o Brasil", "Relativização da repressão e tortura", "Censura era tímida" e "Diretas Já não foi movimento orgânico".
Em críticas levemente mais positivas, o jornalista conservador Rodrigo Constantino declarou que "[o] documentário faz críticas de ambos os lados [...] há uma nítida tentativa de imparcialidade, que, por óbvio, não é absoluta". João Victor Barros, ao Cinema com Rapadura, deu uma nota de 8/10 e afirmou que o filme "se equilibra em uma linha tênue, e é visível que tende para um lado. Lado esse que precisa consertar seus erros e ser visto de outro modo, afinal, somos todos passíveis de erro". O historiador e professor de literatura comparada João Cezar de Castro Rocha afirmou em sua coluna na revista Veja que "o documentário não apoia a ditadura e condena explicitamente a tortura", embora também afirme que a premissa do filme "favorece a explicação de processos complexos por meio de teorias conspiratórias" e dê "amparo à política beligerante de Jair Bolsonaro".

### Análise histórica
O filme narra uma versão mítica da história, onde se rejeita a narrativa da esquerda acadêmica e se apela para a teoria da conspiração de que haveria uma ameaça comunista no brasil . A produtora acredita que a historiografia oficial serve para "a manutenção de um modelo de vida que subverte o código moral desejado", o pregado pela Ditadura Militar. Também entende que "toda história obedece a um poder quando se envolve com a política" e que a  iniciativa privada rompe com esse princípio. "Sobre o caso da Ditadura, a produtora afirma que existe um monopólio científico da história que impede o florescimento de novas interpretações sobre o caso"., ainda que nesse caso, o consenso ideal seja o contrário as teorias vigentes.
A narrativa é negada também, por diversas instituições de direitos humanos e investigações estatais oficiais, tais como:
- Comissão Especial sobre Mortos e Desaparecidos Políticos, instituída em 1995 e vinculada à Secretaria de Direitos Humanos da Presidência da República, que contabilizou 362 casos de mortes e desaparecimentos políticos;[27][28]
- Centro de Documentação Eremias Delizoicov e a Comissão de Familiares dos Mortos e Desaparecidos Políticos, que, em 2010, organizaram um site listando 383 mortos e desaparecidos políticos;[29][30]
- Memórias da Ditadura, realizado pelo Instituto Vladimir Herzog, a partir de documentos e dados recolhidos pela CNV;[31][32]
- Comissão da Verdade do Estado de São Paulo “Rubens Paiva”, associada à CNV e localizada na Assembleia Legislativa do Estado de São Paulo, com foco nos crimes de Estado perpetrados nesse estado;[33][34]
- Comissão Nacional da Verdade, volume 3, "Mortos e desaparecidos políticos", publicado em dezembro de 2014.[35]

Diversos historiadores notaram que o documentário defende a falsa teoria de que haveria uma ameaça comunista no Brasil. Sobre o uso de documentos de StB, que supostamente confirmariam uma ameaça comunista no Brasil, Ítalo Nelli Borges comentou que, mesmo que houvesse relações como essa, "isto não significa dizer, e nem há dados que comprovem empiricamente, uma direta e quase irreparável influência soviética com o centro do poder político brasileiro [...] O que se faz ao longo do filme é um exercício de suposição, e poderíamos supor que, se existisse tanto empenho e associação da StB com o poder político brasileiro, por que, então, não houve nenhuma reação dos comunistas ao que ocorreu em 1964? O grande problema do filme é que a partir da suposição chega-se à convicção de que o Brasil estava em grande iminência de tornar-se comunista executando uma experiência análoga do que ocorrera em Cuba." Leonardo Rodrigues citou que "[s]egundo a maioria dos historiadores, o governo João Goulart (PTB, mesmo partido de Getúlio Vargas), que tinha diretrizes trabalhistas, não comunistas, esteve bem distante de fomentar uma revolução no Brasil. Na historiografia, a aproximação dele com Cuba, China e países do leste europeu tinha caráter estritamente diplomático, já que o governo era apoiado por parte da esquerda, e não conspiratório".
Márcia Neme Buzalaf notou que o filme utiliza o comunismo como "uma justificativa para todas as atrocidades históricas", mas isso é "[u]m discurso retrógado e que se propõe a ser revisionista quando, na verdade, se configura, de fato, como apenas mais uma propaganda política do mesmo temor que justificou atrocidades". Declarou ainda: "A utilização manipuladora de imagens fora de seus contextos, bem como o excesso de narração em off na condução do roteiro do filme, por si só são elementos que inviabilizam caracterizar 1964 como um documentário histórico". Pablo Villaça também criticou o excesso de narração em off e enfatizou em vídeo que o filme é um "documentário", entre aspas, por não ser factual, e comenta que o filme faz um "revisionismo histórico terrível". Ítalo acusou o filme de omitir os "poderosos setores econômicos nacionais e internacionais que passaram anos difundindo propaganda anticomunista afim de atacarem a esquerda de modo geral e o próprio governo Goulart quando ia de encontro a seus interesses". Além disso, criticou a qualidade técnica, dizendo que o mesmo é "pouco criativo", "obsoleto" e "cansativo", "com uma fotografia previsível e monótona". Pablo Villaça também criticou erros estéticos e "básicos" de fotografia.